# Sergentomyia anodontis
Sergentomyia anodontis är en tvåvingeart som först beskrevs av Quate och David Fairchild 1961.  Sergentomyia anodontis ingår i släktet Sergentomyia och familjen fjärilsmyggor. Inga underarter finns listade i Catalogue of Life.
Artens utbredningsområde är Västmalaysia.